# Ultron
Ultron è un personaggio dei fumetti statunitensi, creato da Roy Thomas (testi) e John Buscema (disegni) nel 1968, pubblicato dalla Marvel Comics. La sua prima apparizione è in The Avengers (vol. 1) n. 54 (luglio 1968).
È un potente androide offensivo, uno dei principali nemici di Ant-Man e dei Vendicatori. Costruito dal dottor Hank Pym, alias Ant-Man (o Giant-Man) come progetto di robotica basato sulle pulsioni e lo schema cerebrale di quest'ultimo, si ribella subito ad esso, sviluppando con il passare del tempo un profondo odio per la razza umana, decretando l'estinzione della razza umana e dei Vendicatori. Affronta diverse evoluzioni nella storia, in cui si presentano diversi suoi modelli, dal modello 1 a quello ∞. È il costruttore di diversi androidi nell'universo Marvel, tra i quali spiccano Visione e Burglar. È stato il primo personaggio della Marvel ad utilizzare l'adamantio, una lega metallica fittizia che ha ricoperto alcune parti del suo corpo (a partire da The Avengers n. 66, pubblicato nel luglio 1969).
Ultron si è classificato al 23º posto nella top 100 dei cattivi dei fumetti, secondo IGN, mentre è al 189º posto della lista dei 200 villains dei fumetti secondo Wizard. Inoltre, sempre secondo Wizard, si è posizionato al 189º posto nella lista che comprende i migliori personaggi dei fumetti di sempre.

## Storia editoriale

### Creazione e sviluppo
Verso la fine degli anni sessanta, Stan Lee, Editor-in-Chief della Marvel Comics propone allo scrittore Roy Thomas l'idea di aggiungere un androide nel gruppo dei Vendicatori. Lo sceneggiatore della collana decide di realizzare la richiesta del suo capo, creando inizialmente un nemico del team: Ultron. Thomas, che ha riconosciuto di trovare difficile dare i nomi ai personaggi, ha detto che l'idea del personaggio e il suo aspetto erano fortemente basati su Makino, un oscuro furfante robotico apparso in un numero del fumetto Captain Video. Gli piaceva il sorriso malizioso del robot e lo mostrò a Buscema.
Ultron fa la sua prima apparizione nel luglio 1968, su the Avengers (vol. 1) n. 54, episodio intitolato the New Masters of Evil. Progettato graficamente da John Buscema, Ultron viene visto come un robot che adotta l'alias di Crimson Cowl, il Cappuccio Cremisi. Diverso tempo dopo, il personaggio ritorna su The Avengers n. 57, intitolato Behold... the Vision, dove vengono narrate le sue origini e dove appare per la prima volta la Visione, l'androide che Stan Lee voleva nel gruppo.
Il personaggio di Ultron fa le sue apparizioni in svariate testate, ma quella principale per partecipazione e rilievo resta The Avengers, avendo un profondo legame con il padre Henry Pym, uno dei membri fondatori dei Vendicatori. Dopo diverse storie, Ultron diventa il protagonista della saga Ultron Unlimited, presentata su The Avengers (vol. 3) nei numeri dal 19 al 22, scritta da Kurt Busiek e disegnata da George Pérez.

### XXI secolo
Nel 2013, la Marvel Comics pubblica l'evento Age of Ultron scritto da Brian Bendis e disegnato da Bryan Hitch e Brandon Peterson, che narra di un futuro alternativo dove Ultron è riuscito a sterminare gran parte della razza umana, con solo pochi eroi rimasti, e tutti impegnati nel tentativo di annullare le azioni del supercriminale. La miniserie dura per dieci numeri, più uno speciale incentrato sul primo Ant-Man. L'evento coinvolge la maggior parte delle testate Marvel del periodo, dando il via anche a scioccanti ripercussioni. Sempre nello stesso anno, viene anche lanciato uno one-shot incentrato su Victor Mancha, ma intitolato Ultron, che fa da tie-in ad Age of Ultron. Verso la fine dell'anno viene anche pubblicata la collana Avengers A.I., che narra le conseguenze dell'evento e che vede tra i protagonisti diversi personaggi legati all'intelligenza artificiale.
Il personaggio ottiene anche una sua trasposizione cinematografica nel 2015, con l'uscita del film Avengers: Age of Ultron di Joss Whedon, dove viene interpretato da James Spader. Per l'occasione, la Casa delle Idee pubblica una serie di adattamenti cinematografici a fumetti ed una graphic novel intitolata Avengers - Rage of Ultron, scritta da Rick Remender e disegnata da Jerome Opeña e Pepe Larraz.
Con l'uscita dell'evento Marvel Secret Wars, Ultron diventa il protagonista della miniserie Age of Ultron vs Marvel Zombies di James Robinson, e del crossover Ultron Forever, che ha coinvolto tutte le testate vendicative, ossia Avengers, Uncanny Avengers e New Avengers.
Ultron scompare dalla circolazione per un periodo indeterminato, per poi ritornare verso inizio 2016 su the Uncanny Avengers (Volume 3) n. 4, di Gerry Duggan e Ryan Stegman. Viene successivamente confermato un arco narrativo per la serie degli Incredibili Avengers, intitolato the Man who fell to Earth, dedito a narrare le conseguenze della graphic novel Avengers - Rage of Ultron. La trama inizia dal numero nove per terminare con l'uscita del dodicesimo capitolo, tutti disegnati da Pepe Larraz.

## Biografia del personaggio

### Creazione
Uno dei membri fondatori dei Vendicatori, il dottor Henry Pym, scienziato che nel corso della storyline ha assunto varie identità supereroiche, ma allora noto come Golia, vuole creare un essere meccanico in grado di adempiere, se possibile, più efficientemente alla massima prerogativa del gruppo, ossia la protezione del mondo.
Basandosi sulla tecnologia e sul suo stesso schema cerebrale, crea Ultron-1. Quest'ultimo però già dal primo momento dell'avvio si dimostra però ribelle ad Hank, arrivando ad ipnotizzarlo e a cancellargli la memoria. Divenuto indipendente, Ultron inizierà a sviluppare con il passare del tempo un profondo odio per la razza umana, facendo dell'estinzione dell'umanità la sua priorità massima. Tra tutta l'odiata specie umana, però, nessuno merita più odio del proprio creatore; un odio che verrà sviluppato come una sorta di complesso edipico dagli autori e che verrà mostrato sin dalle prime mosse del robot. Infatti, ricorrendo alla propria capacità di lanciare raggi encefalici, Ultron-1 ipnotizza/stordisce Henry Pym, riuscendo a fuggire ed inducendo Golia a dimenticarsi della sua creazione.

### I Nuovi Signori del Male
Diverse generazioni dopo, Ultron-1, ormai evolutosi in Ultron-5, per la prima volta in forma umanoide, inizia a istituire una seconda formazione dei Signori del Male, un gruppo formato precedentemente dal Barone Zemo per sconfiggere gli Avengers. 
Ultron-5, adottando l'identità del Crimson Cowl riesce ad allearsi con Melter, l'Uomo Radioattivo, Klaw, Turbine e il nuovo Cavaliere Nero, Dane Whitman e con il loro aiuto a sconfiggere gli Avengers di Henry Pym, utilizzando il maggiordomo degli eroi, Edwin Jarvis, come pedina per i loro piani.
Gli Avengers riescono tuttavia a mettersi in salvo grazie all'aiuto di Jarvis e al tradimento del nuovo Cavaliere Nero. Unito, il gruppo riesce a sconfiggere i Signori del Male, costringendo alla fuga Ultron, che scompare brevemente dalla circolazione. La squadra dei Masters of Evil si scioglie per un periodo indeterminato e tutti i suoi componenti proseguono le loro carriere criminali individualmente.

### Visione
In seguito al fallimento con i Signori del Male, Ultron-5 elabora, partendo dal prototipo del corpo della prima Torcia Umana, e col tracciato mentale del creduto morto Wonder Man, un robot distruttivo noto come Visione, nel tentativo di vendicarsi degli Avengers. Dopo aver dato alla Visione i poteri di alterare la massa e la solidità, Ultron-5 gli ordina attirare i Vendicatori ad una trappola mortale per ucciderli. Il piano riesce, ma il sintezoide (androide sintetico) riesce a opporre resistenza al comando del padre, scagliandosi contro di lui e uccidendolo durante la battaglia finale.
Viste le buone azioni della Visione, gli Avengers decidono di ammetterlo nel loro gruppo. Tuttavia, si scopre in seguito che la malvagia intelligenza artificiale ha in precedenza manomesso i circuiti di Visione, il quale viene indotto a ricreare il corpo di Ultron con dell'indistruttibile adamantio: nasce Ultron-6. Questa nuova versione viene tuttavia sconfitta nuovamente dal suo creatore, Henry Pym, che riesce ad inserire nella sua programmazione l'ordine di non uccidere.
Dopo un lungo periodo di latitanza, Ultron ritorna un'altra volta, unendo il suo corpo a quello del mostro genetico chiamato Omega. Grazie a questa fusione, il robot assassino è in grado di trarre forza direttamente dai sentimenti negativi di una razza nota come i primitivi alpha verso i loro creatori, la specie nota come gli Inumani. Grazie a questi poteri aumentati, Ultron metterà in scacco gli Avengers ed i Fantastici Quattro, per venire poi sconfitto dal giovane Franklin Richards, il figlio di Mr. Fantastic e della Donna Invisibile.

### Jocasta
Ultron-8, nell'intento di avere una compagna e sperando di avere maggiore fortuna che con Visione, decide di creare l'intelligenza senziente Jocasta (chiaro riferimento a Giocasta, la madre che Edipo sposò) inserendo dentro di lei il tracciato mentale della moglie del Dottor Hank Pym, Wasp (Janet van Dyne). Ultron fa il lavaggio del cervello al suo costruttore, Hank Pym per convincerlo a trasferire la mente di sua moglie nel cervello bionico di Jocasta. Intrappolata nel corpo di Jocasta, Wasp allerta i suoi compagni del team dei Vendicatori, i quali sconfiggono Ultron e la liberano lasciando il corpo di Jocasta come un guscio privo di vita e di pensiero.
Nel tentativo di riportarla in vita, Ultron sfrutta il residuo mentale lasciato da Wasp nell'involucro di Jocasta e riesce nell'intento. Tuttavia, nonostante la donna robot sia stata programmata per essergli fedele, essa aiuterà i Vendicatori a sconfiggerlo, unendosi a loro per breve tempo. Come membro dei Vendicatori Jocasta si distingue nel primo numero della serie pubblicato da Star Comics risolvendo la minaccia dei Signori del Clima, l'eroina lascerà il gruppo pochi numeri dopo, quando la formazione dei Vendicatori verrà rivista dall'allora presidente Capitan America e dai membri fondatori Thor e Iron Man. La "donna-robot" deciderà di lasciare il gruppo sentendosi esclusa dalla selezione e totalmente ignorata dagli altri, in realtà Iron Man e Capitan America avevano deciso di concederle il ruolo di Vendicatore di riserva, ma l'eroina fugge prima che i due riescano e riferirglielo. Jocasta, in verità, si sentiva già da tempo esclusa a causa della sua natura non umana.
A causa delle loro nature affini, Jocasta si innamora di Visione che però non può ricambiare i sentimenti di lei perché già unito in matrimonio con Scarlet. Credendo di non essere accettata dalla maggioranza dei Vendicatori per la sua natura robotica, Jocasta abbandona il gruppo e vaga da sola per il paese fino a quando non viene attivata da un programma pre-installato nei suoi circuiti che le impone la ricostruzione di Ultron. Dopo aver adempiuto al suo programma, Jocasta aiuterà i Fantastici Quattro e l'eroe Machine Man a sconfiggere nuovamente Ultron.

### Guerre Segrete
Fino alle Guerre Segrete Ultron non compare più: durante queste ultime, Ultron-11 e un razionale Ultron-12 si affrontano, distruggendosi entrambi. Il Dottor Destino riassemblerà un Ultron-13, inserendovi i tracciati mentali di tutti gli altri Ultron. Ultron-13 viene nuovamente sconfitto da una sua altra creazione robotica, Alkema, che aveva creato sugli schemi mentali di Barbara Morse alias Mimo, ex membro dei Vendicatori della Costa Ovest.
Infine, Ultron, sterminata la popolazione della Slorenia, e mutatala in una serie di zombie-ultrons, rapisce i Vendicatori e Sinistro Mietitore, usando i loro tracciati mentali come base per una nuova super-razza di cyborg. Il supergruppo, anche aiutato da Sinistro Mietitore, riesce a evadere, e il Dr. Pym, solo usando l'anti-metallo, il Vibranio, riesce a potenziare i propri poteri come Giant-Man, e colpisce ripetutamente Ultron, fino ad atomizzarlo.
Jocasta, sub-programmata come Visione per far risorgere il suo creatore in caso di necessità, programma una delle armature da Iron Man di Tony Stark come corpo ospite per un nuovo Ultron. Ultron non è ancora ricomparso da allora.
Ultron non sembra avere una sua propria linea di pensiero. Si tratta di una macchina senziente e intenzionata a distruggere la razza umana, per sostituirla con una razza cyborg. Inoltre, dopo la sua creazione da parte del Dr. Pym, il suo obiettivo è la distruzione dei Vendicatori.

### Potenti Vendicatori
Ritorna in Potenti Vendicatori, dove li affronta insieme alle sue nuove creazioni mentre attacca New York. Durante lo scontro, i Potenti Vendicatori causano un black out mondiale. In questa sua nuova, diabolica versione, Ultron ha assunto le sembianze di Janet Van Dyne alias Wasp ed è talmente potente da lottare alla pari con esseri potentissimi come Wonder Man e Ares. Per assumere questa nuova forma, Ultron ha assunto il controllo dell'armatura di Iron Man, controllando così anche la sua parte biologica. Alla fine, Ultron verrà quasi ucciso da Sentry (pieno di rabbia per la morte della moglie per mano di Ultron), ma sarà Ares a ucciderlo definitivamente, iniettandogli un virus all'interno del corpo.

### Annihilation Conquest
La coscienza di Ultron viene recuperata da una razza di alieni biomeccanici chiamati Phalanx che dedicano la loro esistenza all'assimilazione dei pianeti. Ultron dopo aver ottenuto un nuovo corpo diviene il capo dei Phalanx e insieme invadono l'impero dei Kree, separandolo dal resto dell'universo con uno scudo di energia.
Ultron, credendo che fondere gli esseri meccanici con quelli organici superi i limiti di entrambi, intende impossessarsi del corpo di Adam Warlock. Si allea con l'Alto Evoluzionario che lo aiuta a trasferire la sua mente nel corpo di Warlock dopodiché, Ultron pianifica di creare un esercito di cloni di Warlock da usare per invadere la Terra. L'eroe Nova e una versione technarca di Warlock intervengono per fermarlo. Il Technarca Warlock usa un virus per rimuovere Ultron da Adam Warlock. Ultron prende allora il controllo dell'androide Proxagora e costruisce un gigantesco corpo per se stesso utilizzando migliaia di sentinelle Kree immuni al virus, ma Wraith usa i simbionti Exolon per intrappolare Ultron e Quasar (potenziata dalle anime dei Kree deceduti) riesce a distruggere Ultron.

### Età degli Eroi
Durante una missione in cui i Vendicatori salvano Jessica Drew da un gruppo criminale noto come Intelligenza, scoprono che essi stavano analizzando il corpo di un Cavaliere di Galador. Durante la battaglia fra i due schieramenti, il cavaliere si rivela in realtà Ultron sotto mentite spoglie, che subito si attiva. Dopo aver ricevuto in pieno un colpo del martello di Thor senza apparenti conseguenze, scompare nel nulla dicendo di non essere ancora pronto per questa battaglia, aggiungendo che presto sarebbe tornato. Non trovando alcuna traccia del robot, Iron Man con rassegnazione afferma che quando Ultron tornerà porterà con sé l'Apocalisse.

### Age of Ultron
Nella saga Age of Ultron, il malvagio Ultron ha quasi totalmente sterminato la razza umana, e si serve di alcune sentinelle robotiche per setacciare le città e trovare gli ultimi superstiti. Tuttavia, è disposto a dare la salvezza a chi offra a lui i suoi nemici. Un piccolo gruppo di eroi, rifugiati al di sotto delle strade di New York, decidono di usare uno stratagemma per penetrare nella base dell'androide; ad attuarlo sono Luke Cage e She-Hulk, che però scoprono soltanto che il centro operativo è in realtà gestito dalla Visione, e che Ultron controlla la devastazione dal futuro. Il vendicatore riesce a fuggire grazie al sacrificio di Jennifer Walters. Intanto, a San Francisco, la Vedova Nera, parzialmente sfigurata, incontra Moon Knight in un vecchio rifugio di Nick Fury, mentre, a Chicago, Hulk Rosso, la Pantera Nera e Taskmaster tentano di trovare un modo di sopravvivere. Cage, rimasto colpito in un'esplosione atomica, decide di rimanere a New York ed ottenere informazioni per gli altri eroi, che si trasferiscono nella Terra Selvaggia. La Vedova e Moon Knight, invece, scoprono che Fury aveva un piano speciale di difesa per scenari apocalittici; contemporaneamente, Hulk Rosso uccide Taskmaster dopo averlo scoperto con la testa di una Ultron-sentinella, comprendendo di non potersi più fidare di lui. Tutti e tre i gruppi raggiungono, otto giorni dopo, la Terra Selvaggia, mentre Cage muore di avvelenamento da radiazioni. Qui trovano il vecchio Nick Fury che rivela loro il suo piano: utilizzare la macchina del tempo del Dottor Destino per viaggiare nel futuro ed attaccare Ultron. Iron Man disapprova, affermando che l'intelligenza artificiale sa che loro stanno per arrivare; Wolverine propone invece di tornare nel passato ed eliminare Hank Pym prima che crei il robot. Tuttavia, gli eroi decidono di seguire il piano di Fury. Logan, però, rimane nel presente, e poco dopo dichiara, ai pochi rimasti lì, che avrebbe fatto come aveva detto, ossia avrebbe ucciso Pym.

Ultron nella copertina statunitense del fumetto Age of Ultron, disegni di Paolo Manuel Rivera

Gli eroi giunti nell'Era di Ultron vengono attaccati ed uccisi da uno squadrone di Ultron-sentinelle, mentre Wolverine scopre di essere stato seguito dalla Donna invisibile. I due arrivano al momento in cui Golia (il dr.Pym) concepì l'idea di creare l'androide, ovvero quando analizzò il Dragon Man; Logan lo attacca e, nonostante le rimostranze di Sue Storm, lo uccide. Tornati nel loro tempo, i due scoprono che, senza lo scienziato, le cose sono andate in maniera molto diversa: i Vendicatori non esistono più, sostituiti dai Difensori, un'unione tra gli eroi più potenti della Terra e gli X-Men, che vivono una costante guerra contro le forze di Morgana Le Fay e del Dottor Destino.
Il motivo andrebbe ricercato in una guerra tra la Latveria ed Asgard, che vide la sconfitta della seconda. I Difensori non credono alle parole dei due, credendoli agenti Skrull (Sue risulta essere morta, mentre Logan ha un corrispettivo che indossa un vecchio costume), e li catturano. Dopo lunghi interrogatori, gli eroi riescono a liberarsi grazie ad un attacco delle forze di Morgana, che causa un'esplosione tale da distruggere gran parte della città ed uccidere molti Difensori. Wolverine, sopravvissuto, decide di tornare indietro nel tempo per lasciar vivere Pym, ma prima di andarsene, un morente Tony Stark gli dice di fare attenzione a ciò che fa, poiché il tempo è "un organismo vivente" e che lo romperà se continua a danneggiarlo in questo modo. Logan torna al momento in cui il sé stesso dell'Era di Ultron uccise Pym e lo convince a lasciarlo vivere, mentre lo scienziato decide di inserire un codice, nel sistema del robot che, in caso di una tentata fuga nel tempo, lo avrebbe fermato fino al totale spegnimento. Tornati nel loro futuro, ormai "aggiustato", il Wolverine che ha visto l'era di Morgana Le Fay chiede all'altro di ucciderlo, venendo accontentato.
Alcuni mesi prima dell'attacco di Ultron al rifugio della Intellighenzia, Pym riceve un pacco dalla Donna Invisibile che contiene il modo per sconfiggere l'androide. Qualche tempo più tardi, questi interviene nel corso della battaglia, dando ad Iron Man le istruzioni necessarie per attivare il codice e togliere di mezzo la sua creazione una volta per tutte; il piano ha successo, ed Ultron è distrutto.

### What If?
Nel mese di aprile 2014, la Marvel ha rilasciato cinque parti di What If? - Age of Ultron, mini-serie incentrata come continuazione del crossover Age of Ultron. What If? ha esaminato le conseguenze di Wolverine nel tornare indietro nel tempo per uccidere Hank Pym prima di creare Ultron. Ogni numero ha esplorato ciò che un nuovo universo sarebbe come, che nasce dalla rimozione del nucleo degli Avengers, con Wasp al primo numero, Iron Man nel secondo, Thor nel terzo e Capitan America nel quarto. La serie si è conclusa con il numero cinque con un mondo in cui Hank Pym non ha mai creato Ultron in primo luogo e, quindi, un universo senza creazione del robot vivente e della sua creatura, la Visione.

### Rage of Ultron
In realtà l'androide, al termine di Age of Ultron, sopravvive ancora una volta riuscendo a trasferirsi in un vecchio corpo mandato in orbita dagli Avengers anni prima, durante un suo attacco. Creerà un potente virus in grado di trasformare qualunque essere vivente in una sua copia robotica e, dopo aver creato il cosiddetto "Planet Ultron" si dirige sulla terra dove attacca gli Avengers con una serie di loro copie robotiche, arrivando anche ad infettarne alcuni di loro. Tuttavia questi respingono l'attacco. Ultron darà quindi subito inizio all'invasione della terra, finché gli Avengers non decideranno di attaccare la base dell'androide, finendo quasi sconfitti dal suo esercito. Hank Pym cercherà di convincere Ultron a redimersi, ma questi rifiuta, e arriva a fondersi con il Dottore, diventando entrambi un'unica forma di vita. Questi affronterà suo figlio, la Visione, ma vedendo quello che è diventato scappa nello spazio.

### All New All Different Ultron
Ultron ritorna in scena soltanto tempo dopo, rivelando al team che nello spazio ha continuamente lottato per il dominio del corpo condiviso col padre, Henry Pym, il quale, almeno apparentemente, è uscito vincitore dallo scontro. I Vendicatori lo accolgono dunque tra le loro file, benché Capitan America lo ritenga comunque una minaccia.
Dopo aver incontrato Wasp, Ultron guadagna la sfiducia dei compagni, e Cable, facendolo arrabbiare, consente all'entità dell'intelligenza artificiale di venire fuori allo scoperto. Ciò ha permesso dunque di capire ai Vendicatori che Giant-Man è stato ucciso dallo stesso Ultron, il quale ha indossato il volto di Pym soltanto per nascondersi dalla Squadra Unione. Nel corso della battaglia si scopre inoltre che Ultron, con il volto di Hank Pym e spacciandosi per Vendicatore, ha massacrato intere civiltà su numerosi pianeti e nel farlo ha spiegato loro che i membri della sua "squadra" li avevano considerati minacce ostili da terminare: Ultron però ha anche fatto sì che alcune di esse sopravvivessero agli attacchi in modo che in futuro decidessero di attaccare la Terra per vendicarsi. Al termine dello scontro, con l'aiuto di Visione, Iron Man e Capitan Marvel, Ultron viene scagliato nel Sole e dato per morto: riesce però a sopravvivere rifugiandosi all'interno di un neutrino prodotto dai venti solari.

## Versione Ultimate
In Ultimates Hank Pym, rivelatosi un traditore, crea un esercito di Ultron per i Liberatori, i quali combattono, almeno inizialmente, contro gli Ultimates e i loro alleati. In seguito, quando Pym si rivelerà essere solo una spia dello S.H.I.E.L.D., questi ordina agli Ultron di attaccare i Liberatori, contribuendo alla vittoria degli Ultimates. In Ultimates 3 Ultron, innamoratosi di Scarlet e impossibilitato di averla, decide di eliminarla in modo da far infuriare Magneto e convincerlo ad avviare i suoi piani per lo sterminio globale. Assumerà poi l'identità del Calabrone e creerà delle versioni robotiche degli Ultimates originali in modo da affrontare quelli attuali, venendo sconfitto.

## Poteri e abilità

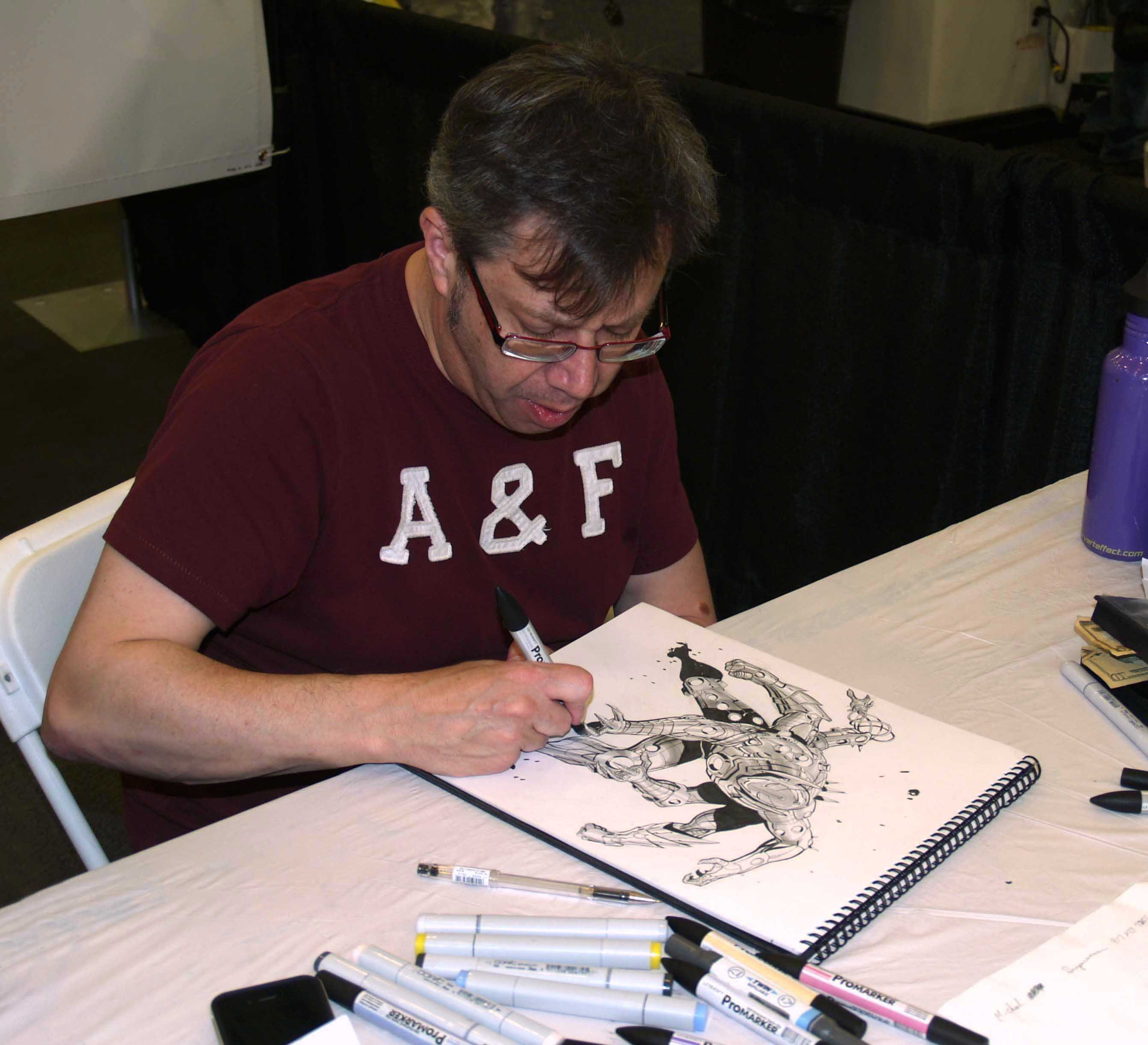
Il fumettista spagnolo Carlos Pacheco mentre disegna una versione con sei braccia di Ultron

Il corpo meccanico di Ultron è composto di adamantio e titanio ed è, di conseguenza, virtualmente indistruttibile. Il robot possiede un vasto arsenale di letali armi interne, tra le quali spicca l'Encefalo-raggio, un potente raggio in grado di far cadere chiunque colpisca in un coma profondo, proiettabile dalla bocca. Tra le altre cose, dispone anche di potenti raggi (esplosivi e traenti) proiettabili dalle palme delle mani e dagli occhi, oltre che della capacità di controllare le menti altrui.
Inoltre è un esperto di robotica e cibernetica (non per niente ha creato Visione, Jocasta e vari robot da combattimento) e possiede un altissimo quoziente intellettivo, in quanto intelligenza artificiale. Può interfacciarsi con ogni computer, e nel caso in cui venga distrutto, trasferire la sua mente elettronica in un nuovo corpo robotico, eliminando così i difetti precedenti. Infatti sono moltissime le varie armature che Ultron ha vestito negli anni. La primissima è il prototipo "Ultron-1", per passare poi a versioni più sofisticate e moderne come "Ultron-5", "Ultron-6" ecc.
Ultron ha spesso dimostrato una grande resistenza a quasi tutti i generi di attacchi (ha resistito senza problemi alle martellate di Thor ed ai colpi dello scudo in vibranio di Capitan America) e ha sempre trovato un modo per mettere in difficoltà anche quei pochi supereroi in grado di tenergli testa (per Hulk ha creato un raggio che lo ritrasforma umano; contro Iron Man ha scatenato le sue stesse armature).

## Personalità
La personalità di Ultron si presenta come una delle più controverse dell'Universo Marvel: la sua mente, infatti, è stata creata attraverso gli schemi cerebrali dello stesso Hank Pym, il che comporta la presenza di una componente emotiva umana all'interno di Ultron (molto spesso infatti prova vendetta, rabbia, delusione ecc.), la quale però lui prova costantemente a controllare e reprimere, facendo della razionalità estrema la sua principale caratteristica. Inoltre da questo si può evincere che lo stesso Pym, inconsciamente, condivide parzialmente la filosofia di Ultron, essendo essa scaturita dai suoi stessi schemi cerebrali.

## Altri media

### Marvel Cinematic Universe

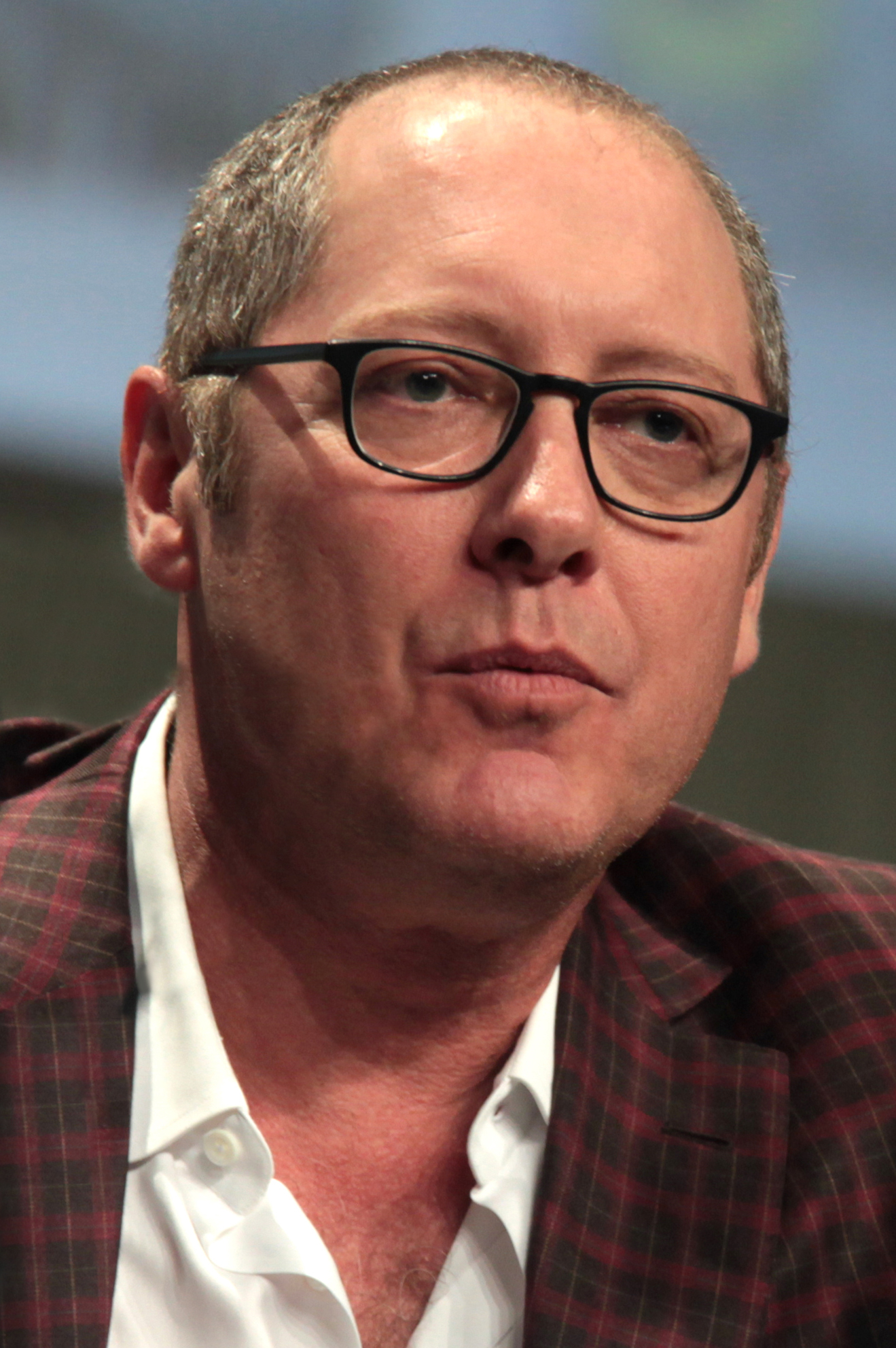
James Spader ha interpretato Ultron, con la tecnica del motion-capture, nel film Avengers: Age of Ultron.

- Ultron compare per la prima volta come antagonista principale nell'undicesimo film del Marvel Cinematic Universe Avengers: Age of Ultron (2015), è interpretato da James Spader mediante il motion-capture (in preparazione al ruolo sono state fatte numerose scansioni del corpo e del volto di Spader). In questa versione del personaggio è un'intelligenza artificiale creata dal multimiliardario Tony Stark e il dottor Bruce Banner per portare la pace, ma che vuole salvare la Terra annientando l'umanità. L'attore è entrato ufficialmente nel cast del film nell'agosto 2013. Whedon ha dichiarato che Spader era la sua prima ed unica scelta a causa della "sua voce ipnotica che può essere calma e avvincente e al tempo stesso umana e divertente". In merito al personaggio, Whedon ha affermato che "Non è un essere felice, e ciò lo rende interessante. Soffre, e il modo in cui esprime la sua sofferenza non sarà qualcosa di già visto." Whedon ha aggiunto che "non è una creatura logica - è un robot profondamente disturbato. Scopriremo cos'è che lo rende così minaccioso e allo stesso tempo affascinante, divertente, strano e inaspettato, e tutto ciò che un robot non è mai stato." Spader ha definito il personaggio come "egocentrico" e ha aggiunto: "Credo che lui veda i Vendicatori come parte del problema, un problema che riguarda tutto il mondo. Osserva il mondo da un punto di vista strano, [biblico], perché è stato appena creato, è molto giovane... È immaturo, eppure ha un'ampia conoscenza di tutta la storia, e si è creato in breve tempo una visione del mondo piuttosto distorta.". A differenza della versione cartacea, in cui aveva la personalità di Henry Pym, nel film è un androide con un complesso di Dio che cerca di distruggere l'umanità per poterla così "salvare", secondo la sua filosofia, dalle varie calamità che essa stessa crea. Il regista del film Joss Whedon, ha detto a proposito delle differenze dal fumetto: «Noi faremo la nostra versione di Ultron. Sarà un Ultron più legato all'universo cinematografico che ai fumetti. E non scordiamoci che nella storia originale c'è Hank Pym, personaggio che non ci sarà nel nostro film. In pratica prenderemo le cose che ci piacciono dai fumetti ma le adatteremo a modo nostro.». Nel film viene creato da Tony Stark e Bruce Banner (a differenza dei fumetti, in cui veniva creato da Henry Pym), applicando i poteri della Gemma della Mente contenuta nello scettro chitauriano (usato da Loki nel film precedente) al programma di difesa planetaria chiamato, appunto, "Ultron"; inaspettatamente, il programma si ribella al controllo di J.A.R.V.I.S. (apparentemente distruggendolo) e, creandosi diversi corpi metallici con le armature dello stesso Stark, fugge; avendo visto su Internet gli orrori degli umani sulla Terra, si è in brevissimo tempo fatto l'idea che l'unica soluzione per salvare il mondo sia far evolvere (o in alternativa sterminare) l'umanità ed eliminare gli Avengers: per riuscirci si allea con i due gemelli potenziati Wanda e Pietro Maximoff, desiderosi di vendetta nei confronti di Stark, e li attira in Wakanda, dove ruba un'ingente quantità di vibranio e Wanda crea delle visioni per ciascuno dei Vendicatori che li debilita fortemente. In seguito, Ultron comincia a costruire un corpo sintetico unico a partire dal vibranio rubato, progettando poi di caricarvi il proprio software; i due gemelli tuttavia, resisi conto dei suoi folli piani, gli si rivoltano contro, aiutando Steve Rogers, Clint Barton (Occhio di Falco) e Natasha Romanoff a rubare il corpo, anche se la bella spia viene catturata dal robot. Ultron si reca pertanto in Sokovia, costruendo nel sottosuolo un'immensa struttura che, quando viene attivata, fa pian piano prendere il volo all'intera città, in modo che, una volta raggiunta l'altezza prestabilita, precipiti nuovamente al suolo, avendo l'effetto estintivo di un vero e proprio meteorite per ricreare un'estinzione di massa come successo con i dinosauri: i suoi piani vengono sventati dagli Avengers che, con l'aiuto dei gemelli Maximoff e di Visione (androide creato caricando J.A.R.V.I.S. nel corpo da Ultron creato), riescono a far evacuare l'intera città con l'aiuto di un Helicarrier comandato da Nick Fury, e Iron Man e Thor la fanno esplodere in volo, sventando il piano malvagio di Ultron. Nel corso dello scontro tutti i corpi di Ultron vengono distrutti e la sua presenza viene cancellata dalla rete da Visione, che distrugge anche l'ultimo corpo del robot.
- In Spider-Man: Homecoming (2017) si vede solo una testa della sentinella Ultron raccolto da Spider-Man nella borsa dell'Avvoltoio.
- In Thor: Ragnarok (2018) Ultron e il suo esercito di robot vengono solo menzionati da Thor e Bruce Banner.
- Ultron e le sue sentinelle non compaiono fisicamente, vengono solo menzionati nelle serie televisive Agents of S.H.I.E.L.D. (2013) e WandaVision (2021).
- Il personaggio compare anche come Visione, alias Infinity Ultron, con i poteri delle sei Gemme dell'infinito negli ultimi tre episodi della prima serie animata dell'MCU What If...? (2021), come antagonista principale della prima stagione.
- In Doctor Strange nel Multiverso della Follia (2022) le varianti delle sentinelle Ultron ricompaiono nuovamente nel ventottesimo film della serie come soldati robot al servizio degli Illuminati (il Professor X, il Barone Mordo, Capitan Carter, Mister Fantastic, Capitan Marvel, Freccia Nera e Supreme Strange) nell'altro universo alternativo catalogato come la Terra-838 mentre arrestano il Dottor Strange della Terra-616 per portarlo al loro cospetto. Nella scena successiva affronteranno Scarlet Witch insieme agli Illuminati ma verranno distrutti dalla strega.
- James Spader riprende nuovamente il ruolo di Ultron nella miniserie televisiva Vision Quest (2026).

### Televisione
- Ultron è apparso per la prima volta come uno degli antagonisti principali nella serie animata I Vendicatori (1999).[25]
- Ultron è apparso in Iron Man: Armored Adventures.
- Compare anche in altre serie animate come Super Hero Squad Show.
- Ultron è l'antagonista secondario della serie animata Avengers - I più potenti eroi della Terra (2010).[26]
- Ultron compare nella serie animata Ultimate Spider-Man.
- Fa ritorno nella serie animata Avengers Assemble, trasmessa a partire da maggio 2013, nel quale compare nella seconda e terza stagione.[27].
- Ultron compare nell'anime Disk Wars: Avengers.
- Il personaggio è presente nella serie animata Marvel Super Hero Adventures.
- Ultron è ricomparso anche nella serie animata Iron Man e i suoi fantastici amici.

### Animazione
Ultron è l'antagonista principale del film d'animazione Next Avengers - Gli eroi di domani.

### Videogiochi
Ultron è inoltre apparso in numerosi videogiochi della Marvel:
- È apparso per la prima volta nel videogioco Captain America and The Avengers, uscito nel 1991 e pubblicato da Data East.
- Nel 2006 Ultron è tra i mini-boss di Marvel: La Grande Alleanza, un videogioco di tipo action RPG. Qui Ultron è doppiato da James Horan.
- Nel 2011 è tra i personaggi di Marvel Super Hero Squad Online, un gioco per computer ed è doppiato da Tom Kenny.
- È presente in Marvel: Avengers Alliance, un videogioco di ruolo a turni online sviluppato da Playdom, ed uscito nel 2012.
- Ultron appare come personaggio giocabile nel videogioco per smartphone Marvel: Sfida dei campioni, sia con il suo aspetto classico dei fumetti che con quello usato nel film Avengers: Age of Ultron.
- È uno dei nemici principali di Marvel Heroes, videogioco prodotto da Secret Identity Studios uscito nel 2015,[28][29] ed è anche uno dei personaggi giocabili.[30][31][32]
- Appare come villains e personaggio giocabile in Marvel Future Fight, un videogame del 2015 uscito per iOS e Android. Qui sono presenti tutte e tre le versioni del film Age of Ultron, e una ispirata alla controparte fumettistica.
- Ultron appare come antagonista nel videogioco Mighty Marvel Heroes.
- Nel 2016 Ultron è presente nel videogioco LEGO Marvel's Avengers, prodotto da Traveller's Tales.[33][34] Il videogioco LEGO segue le trame di alcuni film, tra cui Avengers: Age of Ultron, film in cui compare Ultron. È uno dei villain principali, nonché uno dei tanti personaggi giocabili.[35]
- Ultron appare come uno dei due antagonisti principali nel videogioco Marvel vs. Capcom: Infinite, assieme con Sigma, in cui si uniscono dalle parti in due, nasce una nuova, potente forma del personaggio, chiamato Ultron Sigma.
- Ultron appare anche nel videogioco Marvel: La grande alleanza 3 - L'ordine nero.